# Molnár Tamás (grafikus, 1960)
Molnár Tamás (Pécs, 1960–)

## Pályafutása
1979-ben elvégezte a Pécsi Művészeti Szakközépiskola Alkalmazott grafika szakát. 1984-ben diplomázott az Iparművészeti Főiskola tipográfia tanszékén, könyvművészeti szakon. 1984 óta grafikát és rajzot tanít a Pécsi Művészeti Szakközépiskolában. 2006-ban a Siklósi Szalon – Pécs Város díját kapta meg. 2007 októberében "Az 50 éves Pécsi Művészeti Szakközépiskola, A képző- iparművészeti tagozaton végzett jelentős művészek" csoportos kiállításán vett részt.

## Külső hivatkozások
- 50 éves a Pécsi Művészeti Szakközépiskola Archiválva 2007. október 11-i dátummal a Wayback Machine-ben